# Seutòpolis

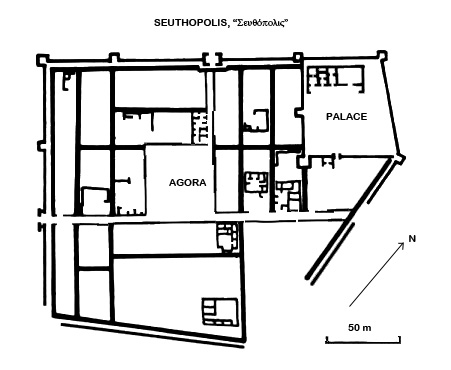
Seutòpolis

Seutòpolis (grec antic: Σευθόπολις, búlgar: Севтополис) era una ciutat de l'antiga Tràcia, capital del Regne odrisi a partir de l'any 320 aC.

## Història
El 323 aC, Lisímac, un dels diàdocs d'Alexandre el Gran, va rebre Tràcia quan es repartí l'Imperi macedoni, la qual cosa donà origen a una llarga sèrie de confrontacions militars. El rei odrisi Seutes III, anomenat basileus, que no va acceptar l'autoritat de Lisímac, va aconseguir restablir en part el Regne odrisi i va fundar la seva capital Seutòpolis, a la vora del Tonzos (prop de l'actual Kazanlak), seguint la tradició arquitectònica hel·lènica. La fundació data del 325 al 315 aC.
Era una ciutat petita, construïda en l'emplaçament d'un antic assentament. Les seves ruïnes han estat localitzades en l'extrem de la presa de Koprinka, prop de Kazanlak, a la província de Stara Zagora, a Bulgària central. Seutòpolis va ser l'única ciutat important no construïda per grecs, tot i que, com ha estat comentat anteriorment, la seva planta arquitectònica era grega (vegeu pla hipodàmic).
No era una veritable polis, sinó més aviat la seu de Seutes i la seva cort. El seu palau tenia una doble funció, com a residència palatina i com a santuari dels cabirs, déus venerats a l'illa de Samotràcia. Va ser fundada a finals del segle iv aC per Seutes III. La gran quantitat de material descobert durant les excavacions arqueològiques demostren que no era només un centre de producció, sinó també de comerç. La ciutat s'aixeca sobre una terrassa circumscrita en tres dels seus costats pel riu Tonzos i un dels seus afluents. Era una ciutat fortificada de c. 5 hectàrees, amb un recinte emmurallat pentagonal, de 2 m de gruix i 890 m de perímetre, amb una torre quadrangular en cada angle. És a dir, pel nord estava protegida per una muralla i pel sud pel riu Tonzos, que li proporcionava una barrera defensiva natural.
Segons The Princeton Encyclopedia of Classical Sites (eds. Richard Stillwell, William L. MacDonald, Marian Holland McAllister), era una ciutat tràcia al nord del poble de Koprinka; al nord, entre dues torres, es trobava la porta principal. Al sud, n'hi havia dues entre bastions. La muralla està construïda de maons d'argila, sobre fonaments de pedra amb fustes. El pla ortogonal de la ciutat és regular, amb dues grans artèries viàries que condueixen de les portes al centre urbà. A l'àgora, on es creuaven els carrers principals, hi havia un altar de Dionís; és al sector nord-oest. També a la part nord-oest, hi ha una àrea trapezoïdal emmurallada i amb bastions. A l'interior es trobava el palau reial; a la planta baixa, es va edificar un santuari dels Grans Déus de Samotràcia. A les cases, que es construeixen amb habitacions al voltant d'un pati, s'ha trobat un tipus de guix. S'han descobert elements dels pòrtics amb la part superior amb galeries de fusta. Les cases van ser construïdes amb pous i sistemes de drenatge, amb un col·lector al centre del carrer. La influència d'Hipòdam de Milet hi és evident, tot i que no té una distribució democràtica dels barris.

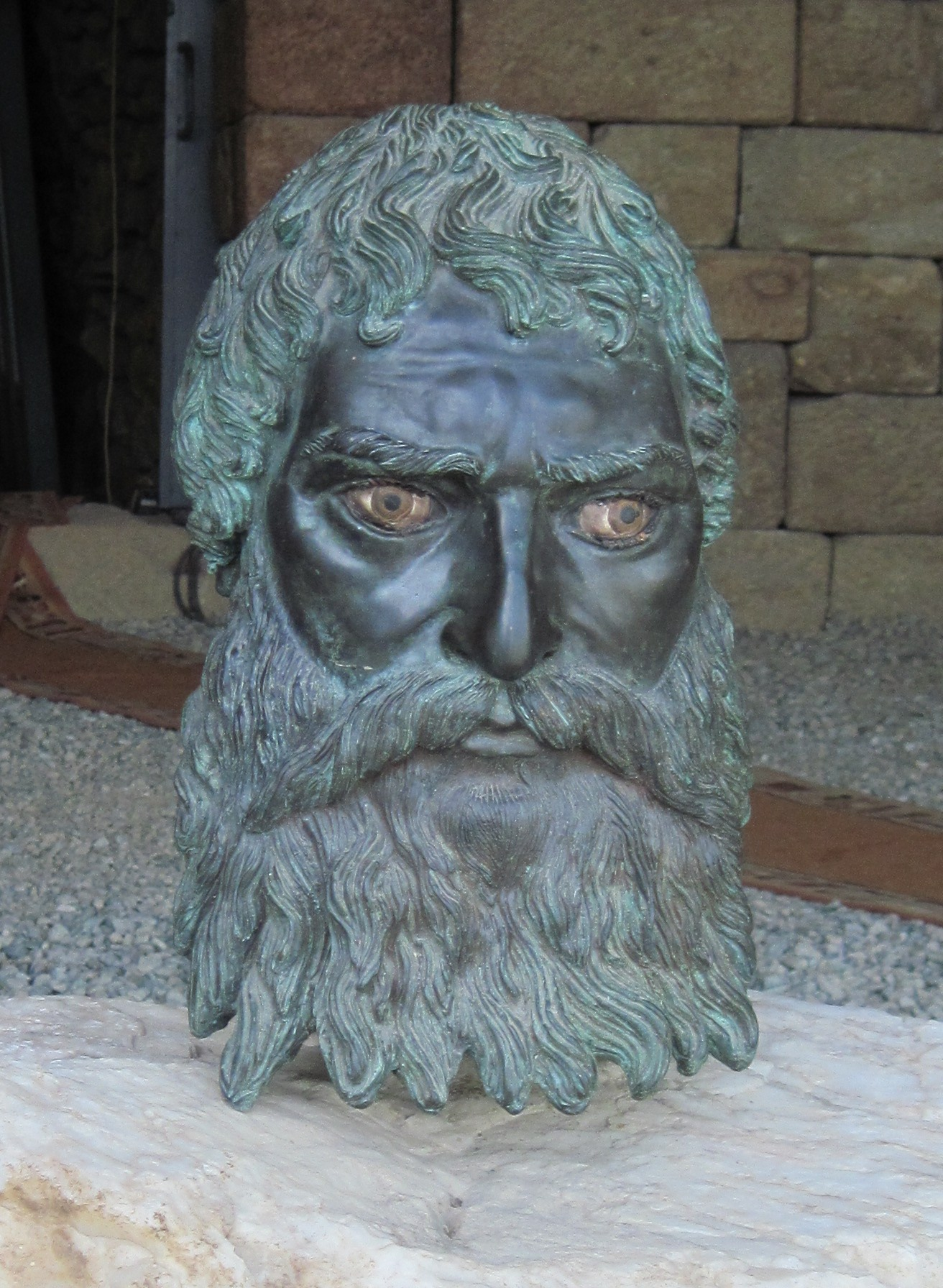
Bust de bronze del rei Seutes III

La dualitat del palau reial (seu i santuari) indica que Seutes era una rei sacerdot: el gran sacerdot dels cabirs dels tracis odrisis. Hi havia un altar amb foc al centre del santuari, ja que els cabirs estaven associats amb el foc i la metal·lúrgia, i amb el déu ferrer Hefest.
Al cementiri, hi ha tombes de cambra en forma de tolos, algunes cobertes amb túmuls, en els quals les classes altes van ser enterrades, de vegades juntament amb els seus cavalls. Els menys rics eren incinerats, amb modestos aixovars al costat dels difunts. En les proximitats de la capital, podem trobar un gran nombre de túmuls sepulcrals, coneguts actualment com a vall dels reis tracis, que conformen una sorprenent necròpolis reial; hi destaca la tomba tràcia de Kazanlâk, declarada Patrimoni de la Humanitat.
Seutes III va construir la seva ciutat en el lloc d'un assentament anterior, i va seguir la moda hel·lenística dels diàdocs en donar-li el seu propi nom. La influència grega és freqüent en els elements urbans esmentats i en la decoració, com ara antefixes, estuc, i la incrustació, i en l'ús del capitells dòrics. La major part de l'espai dins de la ciutat va ser ocupat no per llars, sinó per les estructures oficials; la majoria de la gent habitava fora de la ciutat. Els seutepòlites eren una població mixta: tràcia i grega.

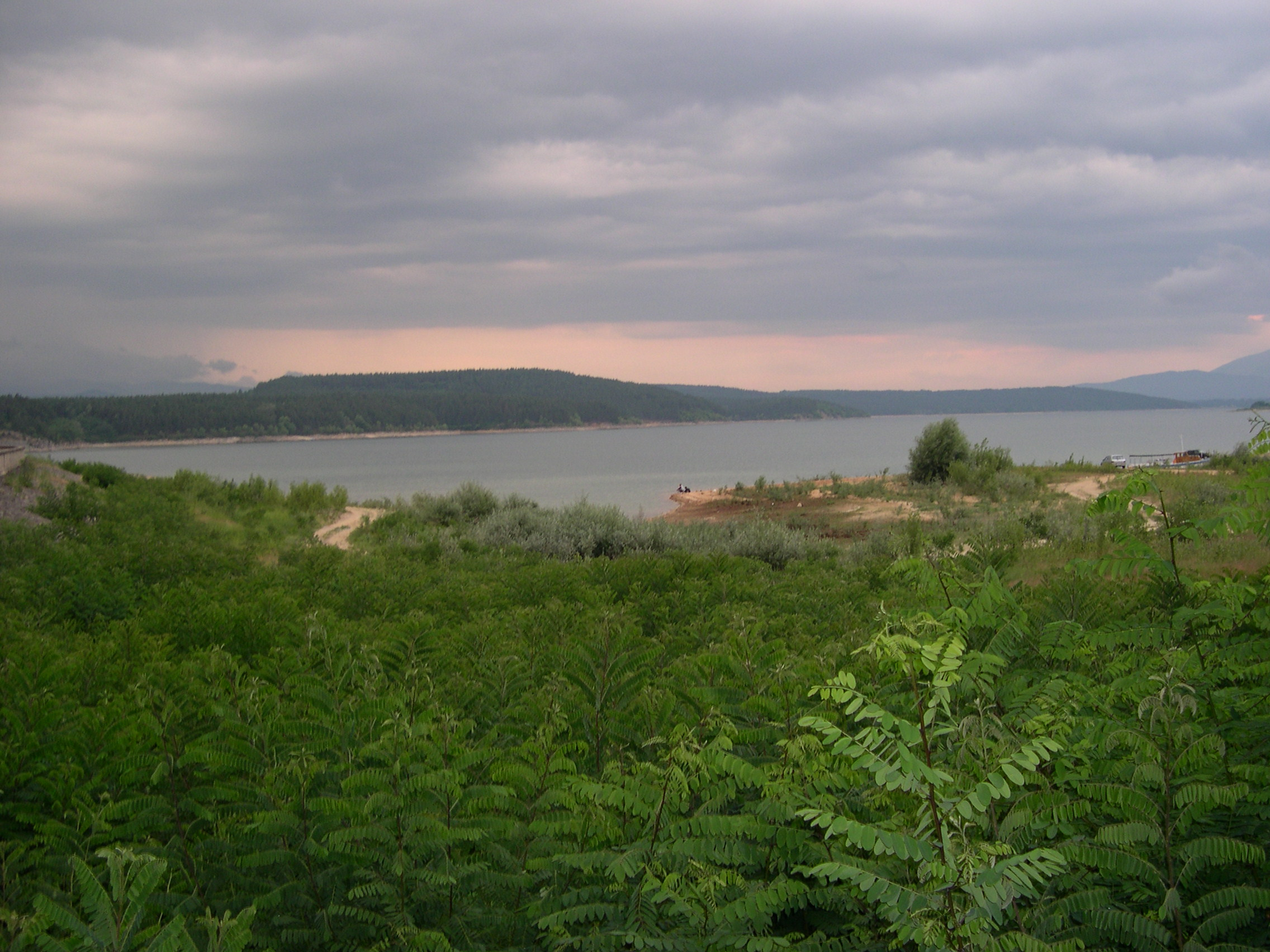
Llac artificial de Kazanlak - lloc de l'excavació de Seutòpolis

Les ruïnes foren descobertes i excavades el 1948, per arqueòlegs búlgars durant la construcció de la presa Gueorgui Dimitrov (amb posterioritat, rebatejada Koprinka). No obstant això, es va decidir continuar amb l'obra i el flux d'aigua per omplir la presa, i es deixà Seutòpolis al fons.
El 2005, l'arquitecte búlgar Jeko Tilev va proposar un projecte per descobrir, preservar i reconstruir la ciutat de Seutòpolis (la ciutat tràcia més ben conservada de Bulgària). La seva proposta era construir una presa circular dins de l'embassament, amb accés únicament per vaixell, per recuperar la ciutat sense renunciar a l'embassament. És a dir, per mitjà d'un mur de contenció que envoltaria les ruïnes al centre de la presa, cosa que permetria la inscripció del lloc en la UNESCO com a Patrimoni de la Humanitat, i la convertiria en un destinació turística d'importància mundial. Els turistes serien transportats a la ciutat amb embarcacions. La muralla rodona, de 420 metres de diàmetre, permetrà als visitants veure la ciutat des de 20 metres per sobre i també contindria «jardins penjants», ascensors de vidre, un moll, restaurants, cafeteries, botigues, tallers, etc., i disposaria d'il·luminació nocturna.
El projecte va ser donat per l'arquitecte al municipi de Kazanlak. S'estan recaptant fons per començar-ne la construcció. Segons Tilev, tindria un cost mínim de 50 milions d'euros. Arxivat 2009-03-02 a Wayback Machine. 
El Sevtopolis Peak a l'Illa Greenwich de les Illes Shetland del Sud, a l'Antàrtida, fou anomenat així per aquesta ciutat tràcia.